# Ferland Mendy
Ferland Mendy (* 8. Juni 1995 in Meulan-en-Yvelines) ist ein französischer Fußballspieler, der bei Real Madrid unter Vertrag steht.

## Karriere

### Vereine
Mendy, dessen Familie aus dem Senegal und Guinea-Bissau stammt, begann mit dem Fußballspielen bei Paris Saint-Germain und schloss sich 2012 für ein Jahr dem Football Club Mantois in Mantes-la-Jolie an. Im Jahre 2013 nahm ihn die Jugendabteilung der Le Havre AC auf. Für die B-Mannschaft des Vereins absolvierte er in der Saison 2013/14 in der fünftklassigen CFA-2 20 Spiele und debütierte schließlich für die Profimannschaft im April 2015 am 33. Spieltag der Zweitligasaison 2014/15.
Im Sommer 2017 wurde Mendy für mindestens fünf Millionen Euro an Olympique Lyon verkauft. Sein Ligue-1-Debüt gab er am 26. August 2017 im Spiel gegen den FC Nantes und seitdem kam er regelmäßig zum Einsatz, so auch siebenmal in der Europa League 2017/18, in der er mit Olympique Lyon das Achtelfinale erreichte. Mit der Mannschaft beendete er die Saison 2017/18 als Tabellendritter und erreichte in der darauffolgenden UEFA Champions League Saison das Achtelfinale.
Zur Saison 2019/20 wechselte Mendy in die spanische Primera División zu Real Madrid. Er unterschrieb einen Vertrag mit einer Laufzeit bis zum 30. Juni 2025. Die Ablösesumme lag nach spanischen Presseberichten bei 48 Millionen Euro, weitere fünf Millionen Euro können durch Klauseln fällig werden.

### Nationalmannschaft
Im November 2018 nominierte Trainer Didier Deschamps Mendy erstmals für den Kader der französischen A-Nationalmannschaft.

## Titel

### Vereine
International
- Champions-League-Sieger (2): 2022, 2024
- Interkontinental-Pokalsieger: 2024
- UEFA-Super-Cup-Sieger (2): 2022, 2024

Spanien
- Spanischer Meister (3): 2020, 2022, 2024
- Spanischer Pokalsieger: 2023
- Spanischer Supercupsieger (3): 2020, 2022, 2024

### Nationalmannschaft
- Nations-League-Sieger: 2021

## Privates
Der Torhüter Édouard Mendy ist sein Cousin.